# Tingbjerg Sogn
Tingbjerg Sogn er et sogn i Bispebjerg-Brønshøj Provsti (Københavns Stift). Sognet ligger i Københavns Kommune. Sognet er oprettet 1. september 1984, hvor det blev udskilt fra Husumvold Sogn. I Tingbjerg Sogn ligger Tingbjerg Kirke. Sognet havde pr. 1. januar 2016 7.023 indbyggere, hvoraf 1.004 var registreret som medlemmer af Folkekirken.
I Tingbjerg Sogn findes flg. autoriserede stednavne: